# Haj Kaddour
Haj Kaddour (en arabe : الحاج قدور) est une petite ville du Maroc, située dans la région de Fès-Meknès. Elle constitue le centre urbain de la commune rurale de Sidi Slimane Moul Al Kifane.

### Sources
- (en) Haj Kaddour sur le site de Falling Rain Genomics, Inc.